# Antonio Dal Fabbro
Antonio Dal Fabbro (Milano, 10 luglio 1866 – Belluno, 8 febbraio 1929) è stato un generale italiano, veterano della prima guerra mondiale dove fu autore, e realizzatore, su ordine del generale Luigi Cadorna, dei progetti di fortificazione del Massiccio del Monte Grappa e partecipò alla battaglia di Caporetto. Nel corso del primo conflitto mondiale fu comandante del genio della 15ª Divisione, del V e XVIII Corpo d'armata, della 6ª Armata e del Comando Truppe Altipiano (C.T.A.). Decorato con la Croce di Cavaliere dell'Ordine militare di Savoia.

## Biografia
Nacque a Milano il 10 luglio 1866. Arruolatosi nel Regio Esercito fu nominato sottotenente assegnato all'arma del genio, venendo promosso tenente nel 1888. L'anno successivo fu assegnato in servizio presso il 4° Reggimenti genio pontieri, e trasferito nel 1893 alla direzione del genio di Verona. Partecipò alla campagna d'Africa, e una volta rimpatriato alla fine del ciclo di operazioni venne assegnato alla direzione del genio di Messina dove progettò e diresse la costruzione del Santuario di Antemare e della strada Peloritana. Nel 1900 ritornò in servizio al 4º Reggimento genio pontieri, e nel 1901 fu promosso capitano a scelta per esami. Nel 1903 è assegnato all'Ispettorato generale del genio e poi alla sottodirezione di Udine e quindi a quella di Belluno dove, dal 1905 fino allo scoppio della grande guerra, diresse la costruzione  dei forti di Cima Campo, Cima Lan e Lisser e delle difese campali nella val Brenta–Cismon. Promosso maggiore a scelta per meriti eccezionali nel 1910, diviene tenente colonnello nel 1914. Allo scoppio delle ostilità con l'Impero austro-ungarico, il 24 maggio 1915, diviene comandante del genio della Fortezza Brenta–Cismon, e poi della 15ª Divisione del generale Luigi Lechantin. Nel settembre dello stesso anno divenne comandante del genio del V Corpo d'armata (9 settembre 1915 al 22 aprile 1916) ed è promosso colonnello. Nel marzo 1916 fu trasferito, in qualità di comandante del genio, al XVIII Corpo d'armata (22 aprile-7 giugno 1916), assume poi il comando del genio della 6ª Armata (1 dicembre 1916-15 aprile 1917). Promosso colonnello brigadiere nel luglio 1917, è nominato comandante del genio del Comando Truppe Altipiano (C.T.A.) ricoprendo tale incarico tra il 20 settembre 1917 e il 28 febbraio 1918. Insignito della Croce di Cavaliere dell'Ordine militare di Savoia nel marzo 1918 è trasferito presso il comando generale del genio in qualità di capo del 1° ufficio lavori, rimanendovi anche dopo la fine della guerra per assolvere il compito della ricostruzione dei territori bellunesi. Promosso generale di brigata,  è messo a riposo dietro sua domanda il 1 marzo 1921, ed insignito del titolo di Ufficiale dell'Ordine dei Santi Maurizio e Lazzaro. Promosso generale di divisione nella riserva nel 1927, si spense a Belluno l'8 febbraio 1929. Una caserma di Giavera del Montello, provincia di Treviso, ha portato il suo nome.

### Annotazioni
1. ↑  Con l’ausilio dell'impresa Gorza Luigi di Feltre, con la quale si stipulavano delle scritture private per ogni singolo lavoro.

### Fonti
1. 1 2 3 4  Ufficio Storico dell'Aeronautica Militare 1969, p. 75.
2. 1 2 3 4 5 6 7 8 9  Fortificazioni.
3. ↑   Bollettino ufficiale delle nomine, promozioni e destinazioni negli ufficiali e sottufficiali del R. esercito italiano e nel personale dell'amministrazione militare, 1896,  p. 516. URL consultato l'11 ottobre 2020.
4. ↑   Annuario militare del regno d'Italia, 1909,  p. 575. URL consultato l'11 ottobre 2020.
5. 1 2  Valstagna.
6. ↑   Bollettino ufficiale delle nomine, promozioni e destinazioni negli ufficiali e sottufficiali del R. esercito italiano e nel personale dell'amministrazione militare, 1923,  p. 3411. URL consultato l'11 ottobre 2020.
7. ↑   Bollettino ufficiale delle nomine, promozioni e destinazioni negli ufficiali e sottufficiali del R. esercito italiano e nel personale dell'amministrazione militare, 1923,  p. 2611. URL consultato l'11 ottobre 2020.
8. ↑  Sito web del Quirinale: dettaglio decorato.
9. ↑   Bollettino ufficiale delle nomine, promozioni e destinazioni negli ufficiali e sottufficiali del R. esercito italiano e nel personale dell'amministrazione militare, 1912,  p. 522. URL consultato l'11 ottobre 2020.